# Las dos caras de Ana
Las dos caras de Ana é uma telenovela mexicana produzida por Lucero Suárez para Televisa e exibida entre 25 de setembro de 2006 e 9 de março de 2007, substituindo Heridas de amor e sendo substituída por Bajo las riendas del amor.
A trama foi protagonizada por Ana Layevska e Rafael Amaya, antagonizada por Alexa Damián, Mauricio Aspe, Alexandra Graña e Leonardo Daniel, com as atuações estrelares de María Rubio e Francisco Rubio.

## Sinopse
Uma mulher em um triângulo amoroso é determinada, um de seus irmãos trouxe a miséria a sua família. Quando Ana perdeu sua mãe e irmão devido à crueldade dos irmãos Bustamante, decidiu se passar por outra pessoa para destruir suas vidas privilegiadas. Passando como uma mulher elegante e sofisticada, Ana encontra-se apaixonada no meio de um triângulo amoroso. Mas um encontro inesperado com Gustavo Galván traz o verdadeiro amor e felicidade em sua vida, até que descobre que a identidade real de Gustavo é Rafael Bustamante.

## Elenco
- Ana Layevska - Ana Escudero Vivanco / Marcia Lazcano
- Rafael Amaya - Rafael Bustamante / Gustavo Galván
- María Rubio - Graciela Salgado
- Leonardo Daniel - Humberto Bustamante
- Mauricio Aspe - Ignacio Bustamante
- Alexa Damián - Irene Alcaraz
- Francisco Rubio - Vicente Bustamante
- Héctor Sáez - Dionisio Jiménez
- Raquel Morell - Rebeca Martinez
- Toño Mauri - Adrián Ponce
- Graciela Bernardos - Aurora Sarmiento
- Mike Biaggio - Fabián Escudero Vivanco
- Allisson Lozano - Paulina Gardel Durán
- Susana Diazayas - Sofía Ortega
- María Fernanda García - Cristina Durán de Gardel
- Mariana Huerdo - Claudia Alcaraz
- William Colmenares - Otto Cotrina
- Alexandra Graña - Tina Bonilla
- Julián Legaspi - Javier Gardel
- Juan Vidal - Cristóbal Acosta
- Ismael La Rosa - Eric Guerra
- Socorro Bonilla - Julia Vivanco de Escudero
- Liliana Rodríguez - Catalina "Katy" Magaña
- Melvin Cabrera - Leonardo "Leo" Jiménez
- Eduardo Rivera - Marcos Magaña
- Hannah Zea - Vania Avendaño
- Jorge Aravena - Santiago Figueroa
- Ivelín Giro - Natalia Gallardo
- Héctor Ortega - Don Polo
- Kathy Serrano - Elisa
- Joel Sotolongo - Antonio
- Gonzalo Vivanco - Carlos Garín
- Gerardo Riverón - Germán Arango
- Celia Paulina - Kelly Johnson
- Gabriela Zamora - Marcia Lazcano Retana
- Vivian Ruiz - Alicia "Licha" Gómez
- Rosalinda Rodriguez - Úrsula Peralta

## Audiência
A trama estreou com 13 pontos, índice mediano para o horário. Durante as semanas seguintes, a audiência oscilava entre 14 e 10 pontos. Sua maior audiência foi de 17 pontos, alcançada dia 23 de Fevereiro de 2007. Terminou com média de 12.6 (13) pontos.

## Prémios e Indicações
| Categoria                 | Nomeado (a)                        | Resultado |
| ------------------------- | ---------------------------------- | --------- |
| Melhor telenovela         | Lucero Suárez                      | Nomeada   |
| Melhor atriz protagonista | Ana Layevska                       | Nomeada   |
| Melhor ator protagonista  | Rafael Amaya                       | Nomeado   |
| Melhor ator antagonista   | Mauricio Aspe                      | Nomeado   |
| Melhor primeira atriz     | María Rubio                        | Nomeada   |
| Melhor ator secundário    | Francisco Rubio                    | Nomeado   |
| Melhor direção de Cena    | Gastón Tuset Claudia Elisa Aguilar | Nomeados  |
| Melhor tema musical       | Camila                             | Nomeado   |